# Sea of Solitude
Sea of Solitude es un videojuego de aventuras desarrollado por Jo-Mei Games y publicado por Electronic Arts. El juego fue lanzado para Windows, PlayStation 4 y Xbox One en julio de 2019. Se anunció una versión del director's cut del juego en The Game Awards 2020, pero a diferencia de la versión original, el juego es publicado por Quantic Dream y fue lanzado exclusivamente para Nintendo Switch en marzo de 2021.

## Trama
El jugador controla a una joven llamada Kay, que sufre una soledad tan fuerte que sus sentimientos internos de desesperanza, ira e inutilidad se trasladan al exterior y se convierte en un monstruo. Como Kay, el jugador explora una ciudad inundada aparentemente vacía e interactúa con sus criaturas escamosas de ojos rojos para revelar por qué se convirtió en un monstruo. Sus emociones se manifiestan en monstruos gigantes que se interponen en su camino, tratando de ayudarla pero también de destruirla. Necesita interactuar con sus intenciones subyacentes y comprenderlas para superar los efectos negativos de esas emociones. El juego es un diálogo interno de una persona que intenta reconciliar sus propias deficiencias.

## Desarrollo
La ambientación urbana del juego está basada en Berlín. Los desarrolladores anunciaron el juego en línea en febrero de 2015. Su directora creativa, Cornelia Geppert, describió el proyecto como el más personal y artístico, ya que la llevó a explorar sus propios miedos y emociones después de una relación emocionalmente abusiva entre 2014 y 2017. Sin embargo, señaló que varias partes del juego no son de su propio pasado.
Electronic Arts publicó el juego bajo su programa de juegos independientes EA Originals. El lanzamiento del juego se pospuso hasta 2019 antes de tener una fecha de lanzamiento establecida para el 5 de julio de 2019.
En The Game Awards 2020 se anunció un director's cut. A diferencia del original, este lo publica Quantic Dream y se lanzó exclusivamente para Nintendo Switch el 4 de marzo de 2021.

## Recepción
Sea of Solitude recibió "críticas mixtas o promedio", según el agregador de reseñas Metacritic.
Destructoid escribió que "Sea of Solitude se destaca por ser sincero, casi dolorosamente sincero, tanto que dudé en ponerle una puntuación a esta reseña. Me pareció casi grosero hacerlo, como si me permitieran leer el diario de un familiar, solo para darle un pulgar hacia arriba o hacia abajo".  Game Informer dijo que "Sea of Solitude" ofrece una mirada perspicaz sobre cómo la enfermedad mental devasta las vidas no solo de aquellos a quienes afecta, sino también de sus seres queridos en el exterior. Kay aprende mucho sobre sí misma al comprender el valor de escuchar, aceptar sus defectos y no solo empatizar con la familia sino también aceptar que una solución simple no siempre es posible".  The Guardian describe el juego como "una exploración deslumbrante y catártica de la salud mental" y "un juego raro y audaz que aborda la depresión y sus causas de frente".
Otras críticas fueron más variadas. IGN resumió que "Sea of Solitude te ofrece un mundo hermoso y una historia intrigante, pero la jugabilidad no evoluciona lo suficiente como para convertirlo en una aventura atractiva". Game Revolution escribió: "En esencia, es un barco que se ve bien desde afuera hasta que saltas dentro y notas todos los agujeros que intentan activamente hundirlo por completo".
El juego fue nominado a "Juegos de impacto" en The Game Awards 2019, por "Juego, Clase Especial" en los Premios NAVGTR, y para el Premio a la Innovación Cultural Matthew Crump en los SXSW Gaming Awards. En marzo de 2019, The New York Times destacó el juego como parte de una tendencia creciente en la industria de los videojuegos hacia abordar problemas de salud mental.
El juego ganó el premio Unity a las mejores imágenes 3D en 2019.